# 강은하
강은하(1995년 1월 15일 ~ )는 조선민주주의인민공화국의 여자 싱크로나이즈드 스위밍 선수이다. 2013년 세계 수영 선수권 대회에서 개인 결승전에 진출했으며 2014년 아시안 게임에서 단체전 동메달을 획득하였다.